# Wednesday (tv-serie)
Wednesday er en amerikansk gyserkomedie tv-serie baseret på karakteren Wednesday Addams fra The Addams Family. Serien er skabt af Alfred Gough og Miles Millar, med Jenna Ortega i hovedrollen, som titelkarakteren, hvor Catherine Zeta-Jones, Luis Guzmán, Isaac Ordonez, Gwendoline Christie, Riki Lindhome, Jamie McShane, Fred Armisen og Christina Ricci optræder i biroller. Fire ud af de otte afsnit er instrueret af Tim Burton, der også fungerer som executive producer.